# John Coltrane: Infinity
| Recensione | Giudizio |
| ---------- | -------- |
| AllMusic   | [ 1 ]    |

John Coltrane: Infinity è un album discografico di Alice Coltrane e John Coltrane, contenente sovraincisioni effettuate postume su materiale inciso da John Coltrane prima della morte, pubblicato dalla Impulse! Records nel 1972. La controversa scelta di Alice Coltrane di "rimaneggiare" brani incisi precedentemente dal marito, venne aspramente criticata da critica e pubblico, poiché furono aggiunti arrangiamenti orchestrali e re-incise parti della sezione ritmica, come anche nuovi assoli di pianoforte, organo, arpa e timpani, senza rispettare le scelte artistiche del defunto artista.
Le tracce 2 e 3 furono originariamente incise dal "quartetto classico" di Coltrane (John Coltrane, McCoy Tyner, Jimmy Garrison, Elvin Jones) nel 1965, mentre le tracce 1 e 4 furono registrate dalla band seguente di Coltrane (Pharoah Sanders, Alice Coltrane, Garrison, Rashied Ali, più il percussionista extra Ray Appleton). Nelle tracce del 1965, Alice mantenne la sezione ritmica originale, aggiungendo solamente archi e tamboura, ma nelle tracce del 1966 invece, le parti di basso di Garrison furono rimpiazzate con nuove registrazioni ad opera di Charlie Haden, e Alice vi sovraincise dei nuovi assolo al piano.

## Tracce
- Tutti i brani sono opera di John Coltrane.

1. Peace on Earth – 9:03
2. Living Space – 10:40
3. Joy – 8:01
4. Leo – 10:08

- Le tracce 1, 3, e 4 furono registrate agli studi Coast Recorders, di San Francisco, in California, nel 1965 & 1966. Traccia 2 originale incisa ai Van Gelder Studios, Englewood Cliffs, New Jersey, 1965. Sovraincisioni eseguite al Village Recorder Studios, Los Angeles, California, nel 1972.

## Musicisti

### Esecuzioni originali
- John Coltrane (sassofono soprano & tenore, clarinetto basso, campanelle, percussioni – 4)
- Pharoah Sanders (sax tenore, flauto, fagotto, tamburello, percussioni – 4)
- McCoy Tyner (pianoforte – 2,3)
- Jimmy Garrison (contrabasso – 2,3)
- Elvin Jones (batteria – 2,3)
- Rashied Ali (batteria – 1,4)
- Ray Appleton (percussioni – 1,4)

### Sovraincisioni successive
- Alice Coltrane (pianoforte – 1,4, arpa – 1,2,3, organo – 1,4, vibrafono – 1,3, tamboura – 2, timpani-4)
- Charlie Haden (contrabbasso – 1,3,4)
- Joan Chapman (tamboura – 2)
- Oran Coltrane (campane - 2)

### Orchestra
- James Getzoff, Gerald Vinci, Gordon Marron, Michael White (violino)
- Rollice Dale, Myra Kestenbaum, (viola)
- Jesse Ehrlich, Edgar Lustgarten (violoncello)
- Murray Adler (direttore di orchestra)